# Afroamerikanisches Englisch
Das afroamerikanische Englisch, englisch African American English (AAE), auch als African American Vernacular English (AAVE) und weniger genau als Black English, Black Vernacular, Black English Vernacular (BEV), Black Vernacular English (BVE) und umgangssprachlich als Ebonics bekannt, ist eine innerhalb der afroamerikanischen Bevölkerungsgruppe in den Vereinigten Staaten von Amerika verbreitete Varietät des Englischen.
Sie zeichnet sich im Vergleich zur Standardsprache vor allem durch Abweichungen in Grammatik und Aussprache aus und wird oft als Basilekt bezeichnet. Eine bis heute bestehende eigene Form von afroamerikanischem Englisch ist das sogenannte Gullah, welches nur wenige tausend Muttersprachler hat und sich auf den südlich der Chesapeake Bay vorgelagerten Inseln hält.

## Entwicklung
Die Vorfahren der meisten Afroamerikaner waren Afrikaner, die von Sklavenhändlern auf die Plantagen in den Südstaaten der USA gebracht wurden. Entsprechend hat sich das afroamerikanische Englisch zu einem Kontinuum zwischen eigenen soziolektalen Varianten des Südstaatenenglischen und einer eigenen Sprache mit Wurzeln in einem im 18. Jahrhundert bezeugten Kreol aus Englisch und vor allem Wolof entwickelt. Für die Anerkennung als eigene Sprache fehlen allerdings bisher vor allem politische und gesellschaftliche Faktoren, die es zu einer Ausbausprache machen würden.

## Unterschiede zum Standardenglisch

### Grammatik
Im Vergleich zum Standardenglischen sind Verben meistens nicht konjugiert (korrekterweise müsste von Nullmorphemen ausgegangen werden, da die zugrundeliegenden Kategorien sehr wohl existieren). Die Kopula kann ausfallen, z. B. „She my sister“. Insgesamt ist das Verbalsystem durch ein stark ausdifferenziertes Aspektsystem gekennzeichnet, das die Abgeschlossenheit oder Dauer einer Handlung hervorhebt.

### Aussprache
Die Aussprache unterscheidet sich deutlich von dem Englisch der meisten US-Amerikaner mit europäischer Herkunft. Charakteristisch ist hier unter anderem der Wegfall von Plosiven am Silbenende, Nicht-Rhotizität, und die Vokalisation von auslautendem /l/.